# Mikel Idoate Rey
Mikel Idoate Rey, conegut com a Idoate (va néixer a Txantrea Pamplona, Navarra el 28 d'agost de 1989), és un jugador professional de pilota basca a mà, en la posició de davanter, en nòmina de l'empresa Asegarce.
Va a passar a ser professional després de proclamar-se campió del Torneig Navarrès Manomanista l'any 2007, del torneig de Bergara i del torneig de Lezo el 2009.
En la primera temporada com a professional va aconseguir la "Txapela" del campionat de promoció del 4 1//2 (2a categoria) l'any 2010, després de guanyar la final (22 - 7), contra Merino II en el Frontó Labrit de Navarra.